# Bad Behaviour (låt av Jedward)
Bad Behaviour är en låt av den irländska popduon Jedward. Bad Behavior är deras tredje singel som är deras egen låt. Singeln blev den 8 juli (en vecka efter den släpptes) nummer ett på den irländska topplistan.
Den 17 mars 2011 kom en 20 sekunders förhandsvisning av låten, som lades upp på tvillingarnas officiella YouTube-kanal, JEDWARDTV. Och den 17 juni avslöjade de att singeln skulle släppas den 1 juli i Irland.
Den 29 juni 2011 kl. 11:00 släpptes musikvideon på VEVO:s youtube-kanal för Jedward (JedwardVEVO). I musikvideon kan man se att John och Edward har en fest när deras föräldrar åker bort, och på "festen" deltog riktiga Jedwardfans. Kändisbloggaren Perez Hilton gästar även i musikvideon.

## Spårlista
1. "Bad Behaviour" (Radio Edit) - 2:54
2. "Bad Behaviour" (Wideboys Radio Edit) - 3:34